# 春野恵
春野 恵（はるの めぐみ、1988年6月26日 - ）は、日本のタレント、グラビアアイドル、女優。爆乳甲子園の一員だった。夢幻レジーナの元メンバー。夢幻堂株式会社所属。身長156 cm、血液型B型。静岡県伊豆市出身。桜美林大学卒。

## 来歴
デビューは2006年10月。最初は女優志望で、あるアクション映画にゾンビ役で応募したが体型が合わなかったということで落選。しかしその時のキャスティングプロデューサーに声をかけられ、2008年に女優としてデビュー、出演作は映画「口裂け女2」の女学生役。映画の制作会社にそのまま所属する形となった。
2021年2月1日、同年1月15日から28日まで『週刊ポスト』と『NEWSポストセブン』のコラボレーション企画として行われた「令和の三十路グラドル総選挙」にエントリーし、結果は第3位。
2022年4月、お笑い芸人としての活動を開始。
2024年2月8日、世界ピン芸人協会に加入。

## 人物
- 3人兄弟で、兄と8歳離れた弟がいる[12]。
- マルチに活動中の峰玲子と大親友であり、二人でよく歌舞伎鑑賞・食事に行く[13][14]。

## 出演

### TV
- ピエール瀧のしょんないTV（2013年1月31日、静岡朝日テレビ）
- REGALIA（2014年10月5日、東京MX） - 雨影月子 役（主演）
- 冥府のメイド（2015年2月10日、東京MX） - ツルギ 役（主演）
- お願い!ランキング（2018年6月25日、テレビ朝日）

### 映画
- 口裂け女2（2008年）
- 体育館ベイビー（2008年）
- 同級生（2008年）
- 妖怪大世紀（2008年）
- JAWS IN JAPAN（2009年）
- 異物 -完全版-（2022年）

### 舞台
- あのコになれないっ！（2017年9月19日～24日）新宿SPACE梟門（メディアンプロ）ー葉月クルミ 役（W主演）
- 忍びよる偲びの夜（2020年7月16日～26日）新宿シアターブラッツ（メディアンプロ）ー岩下梨乃 役
- どぎまぎメモリアル（2021年4月21日～25日）バルスタジオ（劇団バルスキッチン）ー御鏡美羅 役
- 『時空の観測者 ～過去と未来を繋ぐ者達～パラレル編』（2024年7月13日～21日）萬劇場ー綾小路先生 役[15]

### CM
- NTTドコモCM 大学生の始まり篇（2008年）

### 雑誌
- 月刊カメラマン 10月号（2009年）

## 作品

### 映像作品

#### イメージビデオ
※太字タイトルはBD版同時発売
- この巨乳の子はいったいだれなんでしょうねぇ。（2009年10月23日、リバプール）
- 爆乳甲子園 春野恵（2011年1月1日、つくばテレビ）
- やわらかい玩具（2011年10月6日、ソフト・オン・デマンド）
- キラキラ白書（2013年9月27日、メディアプロモーション）
- 野いちご（2014年7月25日(DVD)、2015年7月24日(BD)、竹書房）
- 溺愛（2014年10月17日、グラビジョン）
- 熱愛（2015年2月6日、デジプラン）
- ほおずき（2015年10月16日、デジプラン）
- 恵みの雫（2016年1月8日、デジプラン）
- めぐみの春（2016年4月29日、エスデジタル）
- サキュバス（2016年9月23日、竹書房）
- voluptuous（2016年12月17日、男気屋）
- 妖艶な女教師（2017年3月17日、M.B.D.メディアブランド）
- 混浴気分vol.21 ～湯けむりfall in love～（2017年6月29日、オルスタックソフト販売）※限定版有（BD-R付 2枚組）
- 人妻と過ごす特別な時間（2017年9月12日、M.B.D.メディアブランド）
- 最後まで抱きしめて（2017年12月24日、男気屋）
- 限界レッスン（2018年3月25日、ウーノ）
- 縄化粧乙女 ～ロープメイデン～（2018年6月28日、オルスタックソフト販売）※限定版有（BD-R付 2枚組）
- Honeytrap 甘い罠（2018年9月21日、M.B.D.メディアブランド）
- 美貌なる渇き（2018年12月25日、男気屋）
- センシティブ（2019年3月25日、フェイス）
- 縄化粧乙女～ロープメイデン～SP 限定版（2019年6月28日、オルスタックソフト販売）※BD-R付 2枚組
- Phantom Dream（2019年6月28日、オルスタックソフト販売）※限定版有（BD-R付 2枚組）
- Spring Grace（2019年9月25日、フェイス）
- アベル ～あや～（2019年12月25日、男気屋）
- カイン ～めぐみ～（2019年12月25日、サウスキャット）
- Love Distance（2020年6月25日、フェイス）
- メグミックス（2020年11月27日、オルスタック）過去作品のオムニバス ※限定版有（BD-R付 2枚組）
- いたずら（2021年1月17日、双葉社）
- 激写（2021年4月25日、フェイス）
- Mistress（2021年7月28日、HIGH GRADE）
- Mistres 番外編（2021年7月28日、HIGH GRADE）※ブルーレイのみ
- Sensual（2021年10月28日、HIGH GRADE）
- Sensual 番外編（2021年10月28日、HIGH GRADE）※ブルーレイのみ
- ハルノテラスへようこそ!（2021年12月31日、HIGH GRADE）
- ハルノテラスへようこそ! 番外編（2021年12月31日、HIGH GRADE）※ブルーレイのみ
- 夢音（2022年3月25日、竹書房）

#### オリジナルビデオ
- バーンアウトＷ　前編（2010年3月26日、ZENピクチャーズ） - マコ役
- バーンアウトＷ　後編（2010年4月9日、ZENピクチャーズ） - マコ役
- 2ちゃんねるの呪い VOL.1（2010年4月9日、ジョリー・ロジャー）
- 死刑ドットネット ターン・ゼロ（2011年5月3日、アルバトロス）
- 忍者特捜ジャスティーウィンド　追跡！5人の女ヴィランズ 前編（2016年10月14日、ZENピクチャーズ）- 白銀ミラ/ホワイトウィンド役
- 忍者特捜ジャスティーウィンド　追跡！5人の女ヴィランズ 後編（2016年10月28日、ZENピクチャーズ）- 白銀ミラ/ホワイトウィンド役
- 悲愴（2017年、アプローズプロ）- 園田マリコ 役

#### 動画配信
- 必撮! まるごと☆春野恵（2015年、アイロゴス）
- V zone 明日華×春野恵（CYBER CAFE）
- V zone vol.07 佐藤ルチア×春野恵（CYBER CAFE）
- Ymode DX vol.17 春野恵（CYBER CAFE）
- Ymode DX vol.22 春野恵（CYBER CAFE）
- 【VR】apartment Days！ 春野恵 act1（2020年、ファンタスティカ）
- 【VR】apartment Days！ 春野恵 act2（2020年、ファンタスティカ）
- 【VR】バーチャルダイブ お忍び遊戯～妖艶な君との禁断の関係～（2020年、ファンタスティカ）
- 【VR】バーチャルダイブ 悩殺的Off-JT～女上司達による贅沢過ぎる新人研修～（2020年、ファンタスティカ）共演：琴井ありさ
- 【VR】バーチャルダイブ 艶めいていく肌と濡れていく身体、二人きりのパーソナルレッスン。（2020年、ファンタスティカ）
- 【VR】Precious Dress Show（2021年、ファンタスティカ）
- 【VR】バーチャルダイブ 悪ノリ温泉旅館～ほろ酔いした美人の女友達二人にたくさんイタズラされた夜～（2021年、ファンタスティカ）共演：あべみほ
- 【VR】すきま時間～出張先の旅館でひとりくつろぐ部下を覗き見る～（2021年、ファンタスティカ）
- Ymode DX vol.66 春野恵5（2022年、CYBER CAFE）
- Ymode DX vol.67 春野恵6（2022年、CYBER CAFE）
- Digital Remaster Version ～時間を超えて～ 春野恵 Part1（2023年、ファンタスティカ）
- Digital Remaster Version ～時間を超えて～ 春野恵 Part2（2023年、ファンタスティカ）
- バーチャルダイブ　危険なトライアングル（2023年、ファンタスティカ）共演：あべみほ

### 写真集
- 絶景ロマン 春野恵写真集（2020年12月11日、双葉社　撮影：十条アラタ）ISBN 978-4575315929
- 夢色（2022年2月12日、竹書房　撮影：富田恭透）ISBN 978-4801930001
- 絶景ロマン part2 春野恵写真集（2023年12月20日、双葉社　撮影：十条アラタ）ISBN 978-4575318500

### デジタル写真集
- めぐみの恋、秋。（2020年10月30日）